# Football 24
Footbal Twenty-Four, eller bare F24, er en dansk sportskanal. Den blev dannet den 16. april 2010 på grundlag af FIFAs besultning, om mere TV-dækning på generel fodbold, af FIFA-medlemmet Kasper Vijay. Michael Laudrup, Jens Andersen, Henrik Larsson og Don Ø er værter på den nye kanal.
| Vært            | Eksperter      | Eksperter           |
| --------------- | -------------- | ------------------- |
| Michael Laudrup | Henrik Larsson | Flemming Østergaard |
|                 | Jens Andersen  |                     |